# Музей Гилкриза
Музей Гилкриза (англ. Gilcrease Museum, также известен как Thomas Gilcrease Institute of American History and Art) — культурное учреждение в городе Талса, штат Оклахома, в котором находится самая большая в мире и наиболее полная коллекция произведений искусства американского Запада.

## История
Томас Гилкриз, выросший в племени крики (маскоги) на территории современной восточной Оклахомы, после передачи земли индейцев в частную собственность, приобрёл полагающиеся ему 160 акров земли. После обнаружения на этих землях залежей нефти, Гилкриз стал успешным бизнесменом, заработав миллионное состояние. Он много путешествовал по Европе в 1920-х и 1930-х годах, и посещение европейских музеев вдохновило его на создание собственной художественной коллекции. Гордость своим индейским наследием и интерес к истории американского Запада послужили основой для его коллекционирования. Свою первую картину, написанную маслом под названием «Rural Courtship» Дэниела Риджуэя Найта, Гилкриз приобрёл в 1912 году за 1500 долларов, но основная часть его коллекции была собрана после 1939 года.
Открытый в 1943 году музей Гилкриза первоначально находился в штаб-квартире его нефтяной компании, которая в то время располагалась в Сан-Антонио, штат Техас. Через несколько лет он перенёс свой офис в Талсу, где в 1949 году открыл в своем поместье художественную галерею для всеобщего обозрения. Гилкриз собирал свою коллекцию в то время, когда мало кто интересовался искусством или историей американского Запада, и поэтому его собрание быстро росло. В начале 1950-х годов он приобрел множество произведений искусства, артефактов и документов касающихся этого региона США. Падение цен на нефть затруднило коллекционеру содержание музея, и он подумывал его продать. В 1954 году, опасаясь, что музей Гилкриза покинет Талсу, группа активных граждан город организовала выборы по облигациям. В результате все долги Томаса Гилкриза были погашены, что сохранило коллекцию в городе.
В 1955 году Гилкриз передал свою коллекцию Талсе, а в 1958 году Фонд Гилкриза передал городу и музейные здания. В последующие годы после передачи коллекции городу, Томас Гилкриз продолжал финансировать археологические раскопки и приобретать дополнительные артефакты для коллекции. В своём завещании он передал музею материалы, собранные им в последние годы жизни. В музее Гилкриза есть постоянная выставка коренных американцев: Enduring Spirit: Native American Artistic Traditions. В настоящее время музею принадлежит около 10 000 произведений искусства, в том числе 18 из 22 бронзовых скульптур, созданных Фредериком Ремингтоном.

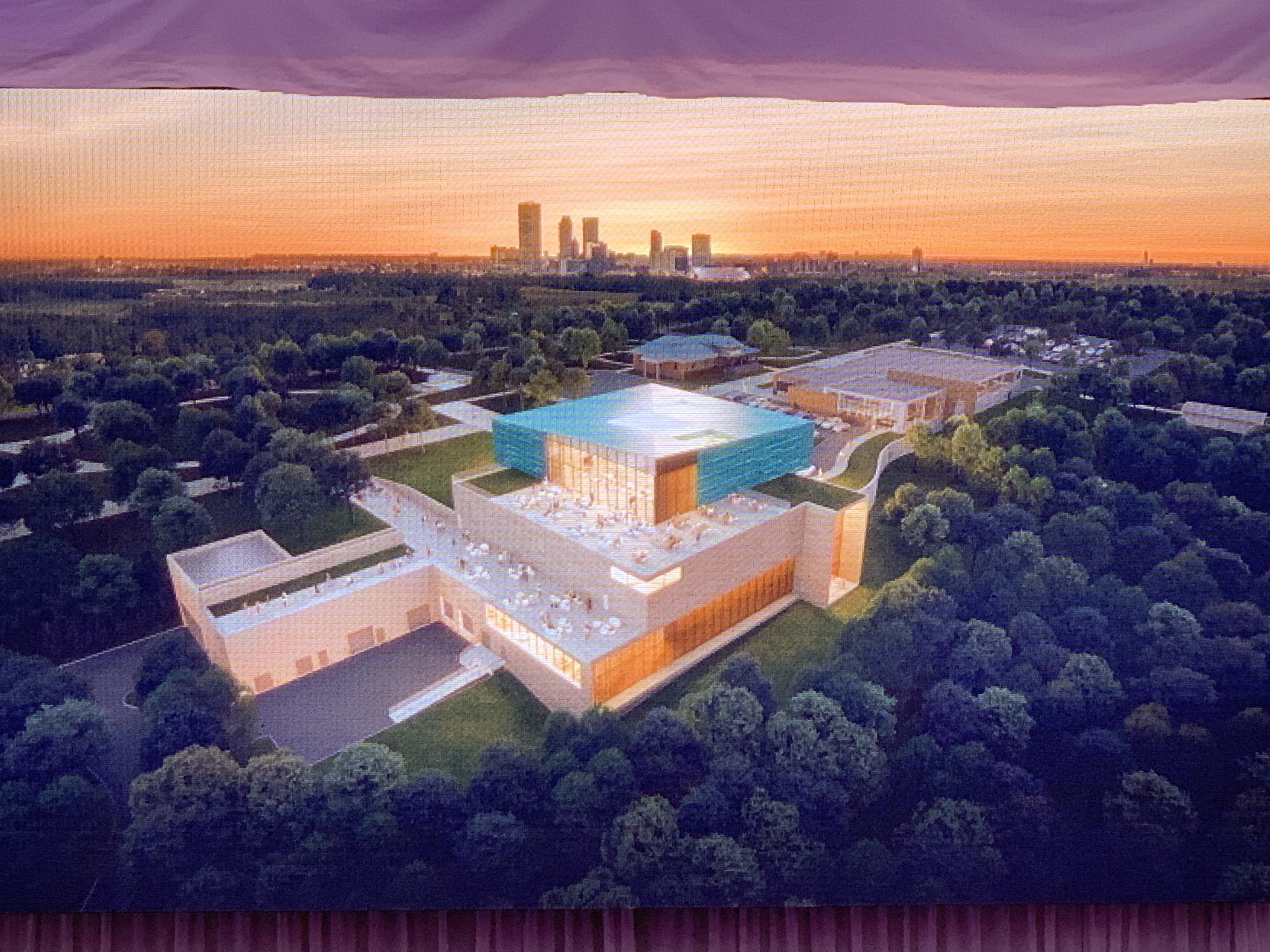
Проект нового музейного здания

1 июля 2008 года Университет Талсы взял на себя управление музеем в рамках государственно-частного партнерства с городом Талса. В апреле 2016 года предполагалось выделить 65 миллионов долларов на крупную программу расширения и улучшения музея Гилкриза. Это намерение трансформировалось в план строительства совершенно нового музея стоимостью 83,6 миллиона долларов после того, как было определено, что модификация существующего музея в соответствии с современными стандартами будет нерентабельной. Снос старого здания началось в начале в 2022 года; завершение строительства нового намечено на начало 2025 года. Для этого музей был закрыт для посетителей летом 2021 года.
Helmerich Center, а также дом Томаса Гилкриза и его мавзолей на территории поместья будут сохранены.